# Alekséi Yufkin
Alekséi Nikoláyevich Yufkin –en ruso, Алексей Николаевич Юфкин– (11 de enero de 1986) es un deportista ruso que compitió en halterofilia.
Ganó una medalla de plata en el Campeonato Mundial de Halterofilia de 2010 y tres medallas en el Campeonato Europeo de Halterofilia entre los años 2008 y 2011.

## Palmarés internacional
| Campeonato Mundial | Campeonato Mundial          | Campeonato Mundial | Campeonato Mundial |
| Año                | Lugar                       | Medalla            | Categoría          |
| ------------------ | --------------------------- | ------------------ | ------------------ |
| 2010               | Antalya (Turquía)           | Medalla de plata   | 85 kg              |
| Campeonato Europeo |                             |                    |                    |
| Año                | Lugar                       | Medalla            | Categoría          |
| 2008               | Lignano Sabbiadoro (Italia) | Medalla de bronce  | 77 kg              |
| 2010               | Minsk (Bielorrusia)         | Medalla de oro     | 85 kg              |
| 2011               | Kazán (Rusia)               | Medalla de oro     | 85 kg              |